# Sybil Werden
Sybil Werden (3 de septiembre de 1924 - 27 de julio de 2007) fue una actriz y bailarina de nacionalidad alemana.

## Biografía
Su nombre completo era Sybil Barbara Astrid Werden, y nació en Berlín, Alemania, siendo sus padres la actriz de cine mudo Margit Barnay y su esposo, un ingeniero. Tras estudiar con Tatjana Gsovsky, empezó su carrera como bailarina solista en 1946 en la Staatsoper Unter den Linden. Debutó en el cine con Das Letzte Rezept (1952'). 
Casada en la primavera de 1952 con el actor Harald Juhnke (1929-2005), la pareja tuvo una hija, Barbara, en 1953. Trágicamente, la hija falleció dos años después. Tras el nacimiento en 1956 de su hijo Peter, ella decidió retirarse de la actuación. Ella y su marido decidieron divorciarse en el año 1962.
Juhnke falleció en 2005, y Werden en Múnich, Alemania, en el año 2007. Fue enterrada en el Cementerio Dahlem, en Berlín.

## Filmografía
- 1952 : Das letzte Rezept
- 1953 : Der Vogelhändler
- 1953 : Straßenserenade
- 1954 : Auf der Reeperbahn nachts um halb eins
- 1955 : Oberarzt Dr. Solm
- 1955 : Griff nach den Sternen
- 1955 : Wenn der Vater mit dem Sohne
- 1963 : Hafenpolizei (serie TV), episodio Die Falschmünzer
- 1965 : Das Kabinett des Professor Enslen (TV)